# Ernest Webb
Ernest James "Ernie" Webb (Hackney, Londres, 25 d'abril de 1874 – Toronto, 24 de febrer de 1937) va ser un atleta anglès que va competir a primers del segle xx, principalment en proves de marxa.
El 1908 va prendre part en els Jocs Olímpics de Londres, on guanyà la medalla de plata en els 3500 metres marxa i les 10 milles marxa, en quedar, en ambdós casos, rere el seu compatriota George Larner.
Quatre anys més tard, als Jocs d'Estocolm, guanyà una tercera medalla de plata en la prova dels 10 km marxa, rere el canadenc George Goulding.